# Garrison (Dakota du Nord)
Pour les articles homonymes, voir Garrison.
La ville américaine de Garrison est située dans le comté de McLean, dans l’État du Dakota du Nord. Lors du recensement de 2010, sa population s’élevait à 1 453 habitants.

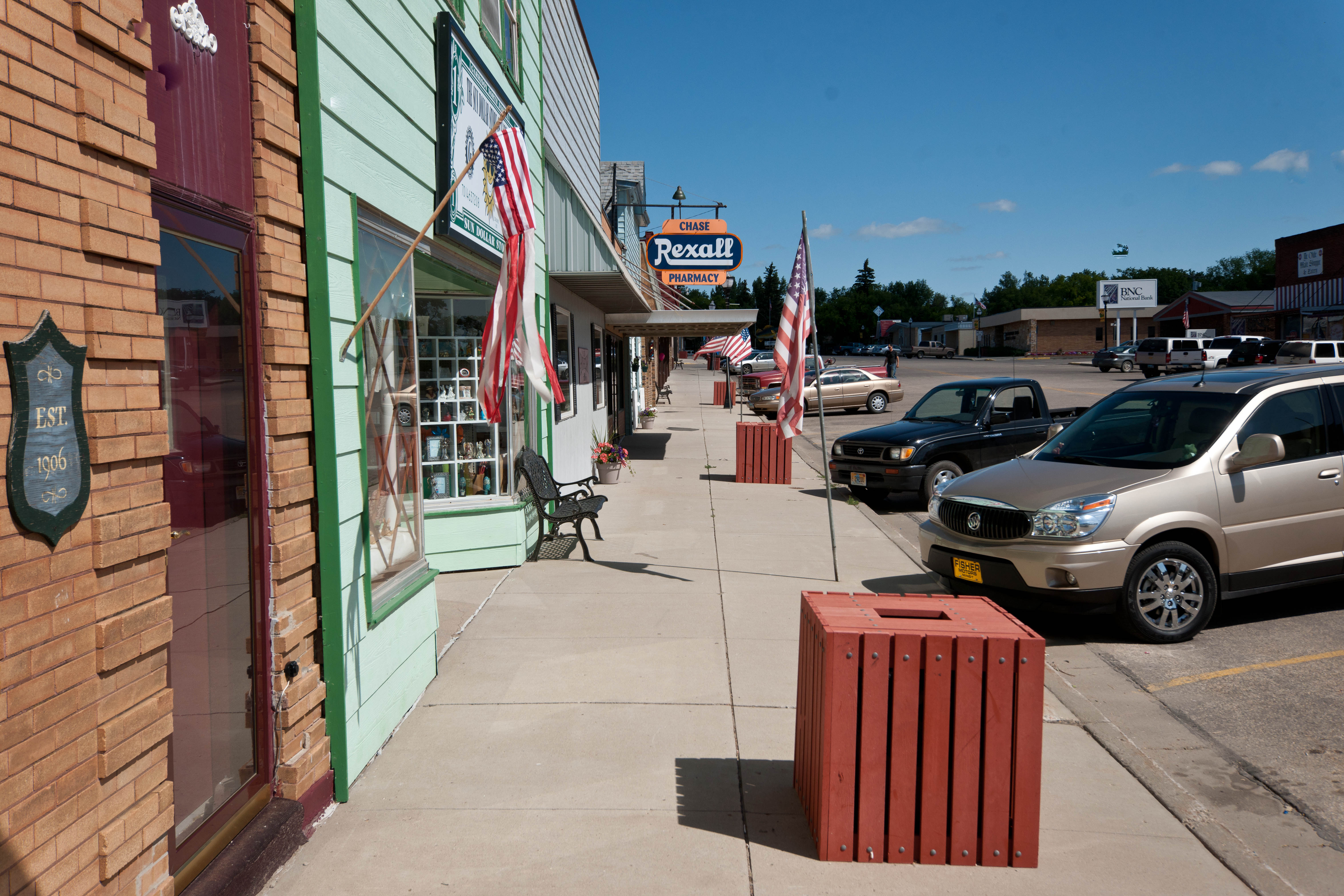
Garrison en 2009

## Histoire
Garrisson a été aménagée en 1905 lorsque le chemin de fer fut prolongé jusqu’à ce lieu. Son nom provient de Garrison Creek, un cours d'eau du comté.
Un bureau de poste y est opérationnel depuis 1903.

## Démographie
| 1910 | 1920 | 1930  | 1940  | 1950  | 1960  |
| ---- | ---- | ----- | ----- | ----- | ----- |
| 406  | 714  | 1 024 | 1 117 | 1 890 | 1 794 |

| 1970  | 1980  | 1990  | 2000  | 2010  | - |
| ----- | ----- | ----- | ----- | ----- | - |
| 1 614 | 1 830 | 1 530 | 1 318 | 1 453 | - |

## Source
- (en) Cet article est partiellement ou en totalité issu de l’article de Wikipédia en anglais intitulé « Garrison, North Dakota » (voir la liste des auteurs).